# Ryggsandbi
Ryggsandbi (Andrena dorsata) är en art i insektsordningen steklar som tillhör överfamiljen bin och familjen grävbin.

## Beskrivning
Biet är slankt, med en kroppslängd på 9 till 10 mm. Honan är huvudsakligen svart och hårlös med undantag för ett band med orange hår tvärsöver mellankroppen, samt täta hårband i bakkanterna på tergiterna 2 till 6: De fyra främre är vita, de resterande två orangebruna. Som alla sandbihonor har hon också polleninsamlingsapparatur i form av en kraftig, mörk hårborste på vardera bakbenet, och insamlingshår på sidorna av mellankroppen. Hanen påminner om honan, men saknar pollenkorg och insamlingshår. Dessutom är bakbenen röda, och hårbanden på bakkroppen är smalare än hos honan. Hans färger bleknar också snabbt.

## Ekologi
Ryggsandbiet förekommer på trädesåkrar, magra ängar och gräsmattor, sandsluttningar, dammvallar, skogsbryn och i sand-, grus- och lertäkter. Larvbona anläggs i gångar i sand- och lerjord på vegetationsfattiga sluttningar, åker- och vägrenar.
På kontinenten har arten två generationer per år: En som flyger under april till maj, och en under juli till augusti. Den besöker många olika växter; den första generationen främst videväxter, tussilago, slån, äpple, maskros (Taraxacum officinale) och Ribes-arter, medan den andra generationen framför allt flyger på björnbär, flockblomstriga växter, korgblommiga växter och korsblommiga växter.
Artens bon parasiteras av gökbiet Nomada zonata.

## Utbredning
Arten finns i större delen av Europa med undantag av de allra norligaste delarna. Österut når arten Kaukasien och Ural. Den förekommer också i Sydvästasien och i Nordafrika (Marocko och Algeriet).

### Förekomst i Sverige och Finland
I Sverige har arten blivit funnen i östra Skåne på 1880-talet, då man fortfarande brukade jorden med trädessystem. Några senare fynd har inte gjorts, och arten är numera rödlistad som nationellt utdöd ("RE"). Arten finns inte heller i Finland.